# Josef Weichenberger
Josef Weichenberger (* 10. März 1930 in Salzburg) ist ein ehemaliger österreichischer Politiker (SPÖ) und Salzburger Landessekretär des Österreichischen Gewerkschaftsbundes. Er war von 1976 bis 1984 Abgeordneter zum Salzburger Landtag und von 1984 bis 1989 Mitglied des österreichischen Bundesrates.

## Ausbildung und Beruf
Weichenberger besuchte von 1936 bis 1944 die Volks- und Hauptschule in Salzburg und erlernte im Anschluss ab 1944 den Beruf des  Bau- und Möbeltischler, wobei er seine Lehre 1947 abschloss. Er war in der Folge von 1947 bis 1950 als Facharbeiter bzw. Tischler in Salzburg beschäftigt und trat 1950 in den Dienst des Österreichischen Gewerkschaftsbundes. Er war von 1950 bis 1962 als Jugendsekretär des ÖGB Salzburg eingesetzt und arbeitete danach zwischen 1962 und 1978 als ÖGB-Bezirkssekretär für den Flachgau. 1967 wurde er Landessekretär der Gewerkschaft „Persönlicher Dienst“, 1978 wechselte er bis zum Jahr 1981 in die Funktion des Bildungssekretärs des ÖGB Salzburg, wobei er gleichzeitig stellvertretender Landessekretär des ÖGB-Salzburg war. Danach arbeitete er von 1981 bis 1990 als Landessekretär des ÖGB-Salzburg.

## Politik und Funktionen
Josef Weichenberger trat 1948 in die Sozialistische Partei Österreichs ein und begann seine politische Karriere zwischen 1949 und 1950 als Landesobmann der österreichischen Gewerkschaftsjugend in Salzburg. Er war zudem von 1971 bis 1990 Mitglied des Vorstandes der Fraktion sozialistischer Gewerkschafter (FSG) in Salzburg und von 1972 bis 1987 Fraktionsgeschäftsführer der FSG. Des Weiteren engagierte er sich von 1969 bis 1990 Kammerrat der Kammer für Arbeiter und Angestellte. Innerparteilich war er von 1982 bis 1989 als Mitglied des Landesparteivorstandes der Salzburger Sozialisten aktiv. Er wurde am 2. November 1976 als Abgeordneter im Salzburger Landtag angelobt und fungierte von 1979 bis 1984 als stellvertretender Klubvorsitzender des SPÖ-Landtagsklubs. Am 16. Mai 1984 wechselte er als Mitglied in den Bundesrat, wobei er dort die SPÖ Salzburg bis zum 2. Mai 1989 vertrat. 
Weichenberger war des Weiteren Gründer und von 1947 bis 1950 Landesobmann der Bau- und Holzarbeiter Gewerkschaftsjugend Salzburg und ab 1990 Mitglied des Vorstandes der Arbeiterkammer Salzburg. Er engagierte sich zwischen 1962 und 1977 als Mitglied des Bezirksschulrates Salzburg-Umgebung, war von 1982 bis 1988 Vizepräsident des Salzburger Zivilschutzverbandes und von 1983 bis 1997 Mitglied des Kuratoriums des ARBÖ Salzburg. Des Weiteren war er zwischen 1982 und 1987 als Präsident des Kuratoriums „Sicheres Österreich“ in Salzburg aktiv und war von 1979 bis 1986 Vorstandsmitglied der Gesellschaft für Landesverteidigung und Sicherheitspolitik in Salzburg.

## Auszeichnungen
- Silbernes Ehrenzeichen des Landes Salzburg (1989)
- Silbernes Verdienstzeichen des Landes Salzburg